# لیسا هارو
لیسا هارو (انگلیسی: Lisa Harrow؛ زادهٔ ۲۵ اوت ۱۹۴۳) بازیگر اهل نیوزیلند است.
از فیلم‌ها یا برنامه‌های تلویزیونی که وی در آن نقش داشته‌است، می‌توان به از سرزمینی دور، طالع نحس ۳: درگیری نهایی، یکشنبه، پوآرو و آخرین روزهای شه نو اشاره کرد.